# Anton Eurén
Anton Johan Eurén, född den 1 september 1851 i Piteå, död den 8 februari 1919 i Luleå, var en svensk ämbetsman. Han var far till Lisa Eurén-Berner och Birger Eurén.
Eurén blev student vid Uppsala universitet 1871 och avlade kansliexamen där 1877. Han blev landskontorist i Norrbottens län 1878 och länsbokhållare där 1882. Eurén var tillförordnad avvittringsföredragande 1885–1891, sekreterare vid Norrbottens läns landsting 1885–1890 och landskamrerare i Norrbottens län 1890–1918. Han blev riddare av Nordstjärneorden 1897 och kommendör av andra klassen av Vasaorden 1909.